# 安井久善
安井久善（やすい ひさよし、1925年1月24日 - 2001年7月14日）は、日本の国文学者、軍事史学者、日本大学名誉教授。
愛知県名古屋市生まれ。1944年4月、陸軍士官学校を卒業し（第57期）、陸軍中尉で終戦を迎える。1949年3月、日本大学法文学部国文科卒業。1951年4月、同大学院（旧制）終了し、1952年1月、宮内庁書陵部に入る。
1952年9月、保安隊に入る。1954年7月、陸上自衛隊発足とともに陸上自衛官。1960年、防衛大学校陸上防衞学助教授。この時代に軍事史の著作、論考を著しはじめる。
1965年日本大学商学部助教授、1970年教授、1976年「藤原光俊の研究」で日大文学博士。1989年名誉教授、いわき明星大学教授、1997年退職。
中世和歌が専門だが、陸上自衛隊時代から軍事史に関心を寄せ、1980年から1988年まで軍事史学会会長を務めた。『太平記』を現代語訳したが完成せず没。残りは長谷川端が完成させた。
2001年7月14日、筋萎縮性側索硬化症のため死去。

## 著書
- 『校本秋風和歌集とその研究』私家版、1951年
- 『中世私撰和歌集攷』私家版、1951年。三崎堂書店、1961年
- 『続中世私撰和歌集攷』私家版、1958年
- 『ナポレオン戦争概史』戦史教養叢書刊行会、1963年
- 『日本古戦史概説』戦史教養叢書刊行会、1964年
- 『第一次世界大戦概史』戦史教養叢書刊行会、1964年
- 『藤原光俊の研究』笠間書院、1973年
- 『後南朝史話 歴史と文学の谷間に』笠間選書、1975年
- 『太平記合戦譚の研究』桜楓社、1981年
- 『南北朝軍記とその周辺』笠間叢書、1985年
- 『宗良親王の研究』笠間書院、1993年
- 『太平記要覧』おうふう、1997年

## 共編・校訂・訳
- 『藤原為家全歌集』編著、武蔵野書院、1962年
- 『校本洞院摂政家百首とその研究』片野達郎共著、桜楓社、1967年
- 藤原光俊撰『秋風和歌集』古典文庫、1969年
- 『玉砕戦史』編、軍事研究社、1970年
- 『光俊集 松平文庫本』古典文庫、1970年
- 『宝治二年院百首とその研究』編著、笠間書院、1971年
- 『浪合記・桜雲記』古典文庫、1986年
- 『太平記を読む 新訳』第1-3巻、おうふう、2001年